# 王衡 (萬曆進士)
王衡（1561年—1609年），字辰玉，号缑山，别署蘅芜室主人。直隸太倉州人，晚明翰林，書法家、剧作家。大學士王錫爵之子。

## 生平
王衡生于明嘉靖四十年（1561年），生性好学，少有文名。萬曆十六年（1588年）舉順天鄉試第一，萬曆二十九年（1601年）方中一甲第二名進士（榜眼），授翰林院編修。万历三十七年（1609年）卒。

## 著作
工書法，董其昌稱他：“辰玉虽不沾沾论书，乃眼白一世，鲜所许可，其天骨既尔秀绝，而盘旋唐、晋间，功力兼至，或以为学苏子瞻，子瞻实不能尽辰玉也。”娄坚更谓其“更假之年，只可追蹑北宋名迹。”著有《缑山集》27卷、《纪游稿》、《春秋纂注》4卷、《秦汉人文选玉》6卷、《归田词》等。另有雜劇四種《鬱輪袍》、《沒奈何》、《真傀儡》、《再生緣》。

## 家族
曾祖王湧，祖父王夢祥。父王锡爵为万历年间大学士，人稱「父子榜眼」。有子王時敏。孫王掞，康熙庚戌進士；王揆，順治乙未進士；曾孫王原和，康熙庚戌進士；曾孫王奕清，康熙辛未進士。